# 旧下ヨイチ運上家

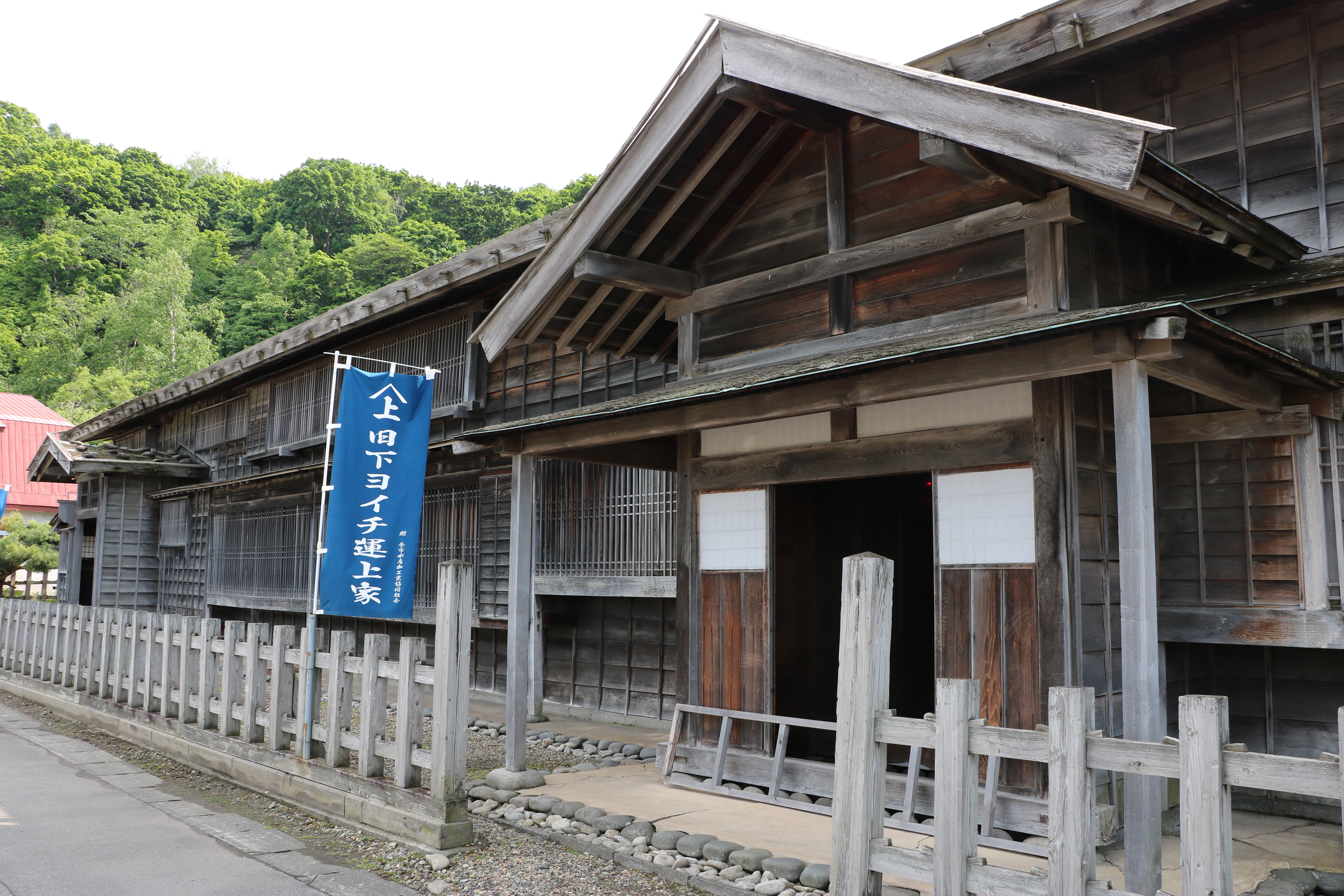
旧下ヨイチ運上家。2025年6月7日撮影。

旧下ヨイチ運上家（きゅうしもよいちうんじょうや）は、現在の北海道余市町にある民家で、松前藩が設置した運上屋の遺構である。

## 旧下ヨイチ運上家の概要
所在地は余市町入舟町9番地（旧モイレ地区＝茂入）。
余市場所は上ヨイチ（余市）と下ヨイチ（余市）とに区分されていた。
運上家は場所請負人によって設置された施設で、和人とアイヌとの交易の場所である。現存する運上家は旧下ヨイチ運上家一箇所のみである。松前藩の蝦夷地支配の遺構として、昭和46年（1971年）12月28日、文化財保護法によって建物が重要文化財に指定され、一帯の敷地は昭和48年（1973年）7月31日、国の史跡に指定された。指定基準は「六．交通・通信施設、治山・治水施設、生産施設その他経済・生産活動に関する遺跡」である。

## 建物の概要
建物は切妻造平入。正面横20間（約40メートル）、奥行9間（約16メートル）。付属の建物を含めた床面積約540平方メートル。槫板葺石置屋根である。窓は格子窓。一部紙障子である。封建体制の身分制度を反映し、床の間着きの上座敷や勤番侍の座敷、入り口近くには使用人用の板張りの部屋、上・下台所、等になっている。
建築年次は特定されていないが、場所請負人林長左衛門（屋号は<ヤマジョウ>竹屋）が嘉永6年（1853年）に改築した折の図面が林家に伝承されており、その図面に従って昭和54年（1979年）12月に今の姿に復元された。多くの運上家が明治以後、番家や倉庫に転用され、ニシン漁が不振になるに従い、番屋の機能を失い朽ちるに任せるようになった。下ヨイチ運上家も同じような経路をたどって一時は借家として数家族が生活していたが、昭和40年頃林家から余市町に寄付された。多くの記事がニシンゴテンとして紹介しているが、運上家は実用第一で建設されており、いわゆる贅を尽くした鰊御殿ではない。

## 周囲の環境
運上家の前浜は狭小な砂浜と岩礁地帯からなる環境で、鰊の産卵場所として適当な場所である。また、背後にモイレ山が迫っている。運上屋を設けたのは、積丹から小樽方面に行くための要所であり、関所としての役割も果たせる位置であるからであろう。しかし、現在は山が掘削され朝日町へ抜ける新道ができ、取り残された地区となってしまった。しかも、前浜は浚渫されヨットハーバーとなり往時の面影は無い。

## 下ヨイチ
モイレは和人居住区であり、前浜はニシンの産卵場所、ナマコの生息地である(ナマコは松前藩に納入されていた記録がある)。昭和25年頃まで下ヨイチ運上屋の近くには余市町役場があった。
また、河口付近の対岸にアイヌコタンがあり、大正期までサケ・マス漁をしていた。天明元年の運上金は160両であり、上ヨイチの140両を上回わり、80余りの請負場所の中でも有数の漁場であった。しかしながら明治期末になり、ニシン漁の新漁法(刺し網から建て網・定置網へ移行)が開発され、前浜が広い浜中へと繁栄は移動した。浜中には<カネマタ>猪俣の鰊御殿（後年小樽に移築した銀鱗荘）等が林立しだした。

## 下ヨイチと上ヨイチの位置関係
下ヨイチは余市川の左岸（積丹側）で、上ヨイチは余市川の右岸（小樽側）と「角川 日本地名大辞典」を筆頭に多くの諸本では解説されているが、「吉川弘文館 国史大辞典」　p272の図版や「角川 日本地名大辞典」の第１巻の函の装丁地図等の古地図では上ヨイチは現在のシリパ岬から白岩・豊浜・沖村・歌棄あたりになっており、かなりの相違が見られる。上・下の呼称のつけ方から想定すると古地図が正解と考えられるが、いつの時代からか交代したとも考えられる。専門家の今後の考察が待たれる。